# Exploratorium Berlin
Das Exploratorium Berlin (Eigenschreibweise: exploratorium berlin) ist ein Veranstaltungszentrum für improvisierte Musik und kreative Musikpädagogik. Es wurde am 22. Mai 2004 von dem Musiker und Musikpädagogen Matthias Schwabe gegründet. Träger ist die Lilli-Friedemann-Stiftung für improvisierte Musik und kreative Musikpädagogik, die im Oktober 2003 ebenfalls von Matthias Schwabe gegründet wurde.
Das exploratorium befand sich 19 Jahre lang in den Sarottihöfen und hat seit Juni 2023 seinen Standort in der Zossener Straße 24 in Berlin-Kreuzberg.

## Konzeption
Das Exploratorium Berlin widmet sich ausschließlich dem Thema Freie Improvisation. Dabei steht die Musik im Vordergrund, das freie Improvisieren in anderen Kunstformen, insbesondere in der Bewegung, ist aber ebenfalls Bestandteil des Konzeptes. Das exploratorium hat sich zum Ziel gesetzt, die Vielfalt der verschiedenen Aspekte Freier Improvisation abzubilden und zu fördern. Entsprechend wurden drei zentrale Bestandteile der Arbeit etabliert: der künstlerische, der pädagogische und der partizipative Bereich.
In der künstlerischen Arbeit geht es darum, freie Improvisation als Bestandteil der zeitgenössischen Musikszene zu präsentieren und zugleich als besondere Kunstform, in welcher der Prozess der kollektiven Entstehung im Konzert von zentraler ästhetischer Bedeutung ist und vom Publikum live mit vollzogen werden kann. Hierfür wurden u. a. die Musiker Sophia Gubaidulina mit ihrem Improvisationsensemble ASTRAEA, Evan Parker, Malcolm Goldstein, Barre Phillips, Alexander von Schlippenbach, Phil Minton, Vinko Globokar, David Moss, Eddie Prévost, Jon Rose eingeladen.
In der pädagogischen Arbeit sieht sich das exploratorium einem emanzipatorischen pädagogischen Ansatz verpflichtet, der das eigenständige Erforschen und Lernen aus Erfahrung in den Mittelpunkt stellt und auf das gemeinsame Lernen von Menschen mit unterschiedlichen musikalischen Voraussetzungen setzt. Hierfür werden zahlreiche Wochenend-Workshops und regelmäßige Kurse angeboten. Als Dozenten agieren Improvisationspädagogen, teils aus Berlin, teils aus dem deutschsprachigen Raum, sowie Gastdozenten wie Malcolm Goldstein, Barre Phillips, Urs Leimgruber.
Das dritte Standbein ist der sogenannte „partizipative“ Bereich. Ausgangspunkt war eine monatliche „Offene Bühne“, in der Musiker und Vertreter anderer Kunstformen in Ad-hoc-Besetzungen miteinander improvisieren können. Diese Veranstaltungsform hat zahlreiche weitere Varianten hervorgebracht: offene Bühnen für Musik und Bewegung, für Poesie und Musik, für Kinder und Jugendliche unter 15 Jahren bis hin zur Offhandopera, einer improvisierten Spontanoper. Daneben haben sich Initiativen gebildet, die sich mit der Rolle der Improvisation im Instrumentalunterricht beschäftigen („T.I.P.“), mit der Rolle von Improvisation in der Sterbebegleitung („Nichts und alles“) und mit dem eigenständigen Erforschen der Beziehung zwischen Musik und Bewegung („Grenzgänge“).
Ab Mai 2012 wurde von Reinhard Gagel ein viertes Standbein aufgebaut, der Bereich „Theorie und Forschung“, der sich 2014 mit der Eröffnung einer Spezialbibliothek und einem Archiv für improvisierte Musik sowie einem Symposion „Improvisation erforschen – improvisierend forschen“ im Rahmen des 10-jährigen exploratorium-Jubiläums vorstellte.

## Projekte und Festivals (Auswahl)
- 2006, Juni: Festival Klang & Struktur zum 100. Geburtstag von Lilli Friedemann
- 2009, Mai: Festival KlangBildung (zum fünfjährigen Bestehen des exploratorium berlin)
- 2009, Oktober: Festival Violinale
- 2010, Mai: Teilnahme am FeldForschungsFestival_Kultur von Akademie der Künste, Naturkundemuseum und Medizinhistorischem Museum der Charité[5]
- 2011, Oktober: Yoshito-Ohno-Tage
- 2011/12: Projekt expressiv & explorativ, Musikalische Improvisation in der Schule in Kooperation mit 4 Berliner Schulen
- 2012, August: Symposion expressiv & explorativ, Musikalische Improvisation in der Schule
- 2014, Mai: exploring improvisation – Festival Freie Improvisation in Theorie und Praxis (zum 10-jährigen Bestehen des exploratorium berlin)[6]

## Publikationen
- Reinhard Gagel, Matthias Schwabe (Hrsg.): expressiv & explorativ, Musikalische Improvisation in der Schule. Norderstedt 2013[7]

## Diskografische Hinweise
- The Astronomical Unit: Matthias Müller / Clayton Thomas / Christian Marien: Relativity (Jazzwerkstatt, 2009)
- Ensemble X (Red Toucan Records, 2012), u. a. mit Markus Eichenberger, Xavier Charles, Ulrich Phillipp, Angelika Sheridan, Philip Zoubek, Matthias Muche, Nate Wooley, Nils Ostendorf, Carl Ludwig Hübsch
- Windsbräute: Windspiel 1 (AMU, 2013), mit Eiko Yamada, Margret Trescher, Ulrike Lentz
- 5A, Nineteen Pieces of Improvised Music (künstl. Leitung: Ariel Shibolet). Nurnichtnur 2014
- baloni: Ripples (LP, cleanfeed records, 2014), mit Joachim Badenhorst, Frantz Loriot, Pascal Niggenkemper